# Скифы (альманах)
«Скифы» — литературный сборник, два выпуска которого были опубликованы в 1917—1918 годах в Петрограде. Выпущены издательством «Революционный социализм».
Авторы, принявшие участие в сборниках, разделяли идеологию так называемого «скифства». Они рассматривали революцию 1917 года в России как мессианское антибуржуазное русское народное движение. Их увлекали поиски нового всеобщего духовного (неохристианского) единения в противовес буржуазному обывательству.
Первый сборник вышел в 1917 году под редакцией Р. В. Иванова-Разумника и С. Д. Мстиславского, второй — в 1918 году под редакцией А. Белого, Иванова-Разумника и Мстиславского. Обложку сборников оформил К. С. Петров-Водкин.
Первый сборник открывался предисловием за подписью «Скифы» и завершался программными статьями Иванова-Разумника «Испытание огнём» и «Социализм и революция».
Иванов-Разумник утверждал, что после революции главной движущей силой социального развития России осталась народность, которая единственная сохранилась из триады Православие. Самодержавие. Народность. Он критиковал тех, кто не увидел за «иноземным» (за внешней марксистской оболочкой революции) «подлинно русского» её содержания. Иванов-Разумник писал, что революция 1917 года подобна реформам Петра I, а «в своей революции Пётр I был в тысячи и тысячи раз более взыскующим Града Нового, чем девяносто из сотни староверов, сожигавших себя во имя „Святой Руси“».
Иванов-Разумник считал, что именно русская революция перевернёт весь мир. Он считал, что Россия — молодой, полный сил народ, «скифы», который будет диктовать свои законы одряхлевшему Западу. Он писал: «Да, на Руси крутит огненный вихрь. В вихре сор, в вихре пыль, в вихре смрад. Вихрь несет весенние семена. Вихрь на Запад летит. Старый Запад закрутит, завьет наш скифский вихрь. Перевернется весь мир». Во втором сборнике в статье «Две России» Иванов-Разумник писал: «Всемирность русской революции — вот что пророчески предвидят народные поэты, и в этом их последняя, глубокая радость, в этом их вера в новое воскресение распинаемой правды, вера в то, что за чёрным ненастьем светит солнце, Господне Око… Борьба бескрылых с крылатыми — история мира, история человечества, история революции. И этой борьбой разделены мы все теперь несоединимо. Два стана, два завета, две правды, две России».
В сборниках были опубликованы произведения С. А. Есенина (поэма «Марфа Посадница» и другие), А. Белого (роман «Котик Летаев» и другие), В. Я. Брюсова (стихотворение «Древние скифы»), М. М. Пришвина (рассказ «Страшный суд»), А. М. Ремизова («Слово о погибели Русской Земли» и др.), Н. А. Клюева (стихи «Земля и Железо»), Е. И. Замятина (повесть «Островитяне»).
Группа писателей, принявшая участие в сборнике, к которой после октября 1917 года примыкали также А. А. Блок и А. П. Чапыгин, сотрудничала в печатных органах партии левых эсеров — в литературном отделе газеты «Знамя труда» (1917—1918) и журнале «Наш путь» (1918).